# Yuliya Gushchina
Pour les articles homonymes, voir Gouchtchina.
Ioulia Aleksandrovna Gouchtchina (en russe : Юлия Александровна Гущина, transcription anglaise : Yuliya Aleksandrovna Gushchina ), née le 4 mars 1983 à Novotcherkassk, est une athlète russe, pratiquant le sprint.

## Biographie
Aux Jeux olympiques de 2008, à Pékin, elle termine quatrième de la finale du 400 m en 50 s 01, derrière Christine Ohuruogu, Shericka Williams et Sanya Richards. Elle remporte la médaille d'or du relais 4 × 100 m en compagnie de Yevgenia Polyakova, Aleksandra Fedoriva et Yuliya Chermoshanskaya, en 42 s 31, en devançant la Belgique et le Nigeria. Elle participe enfin à l'épreuve du relais 4 × 400 m et remporte une deuxième médaille olympique, en argent, en terminant deuxième derrière les États-Unis dans le temps de 3 min 18 s 82, associée à Lyudmila Litvinova, Tatyana Firova et Anastasiya Kapachinskaya.
En juillet 2012, Yuliya Gushchina se classe deuxième du 400 m des Championnats de Russie, derrière Antonina Krivoshapka, mais améliore son record personnel en descendant pour la première fois de sa carrière sous les 50 secondes en 49 s 28.

## Dopage

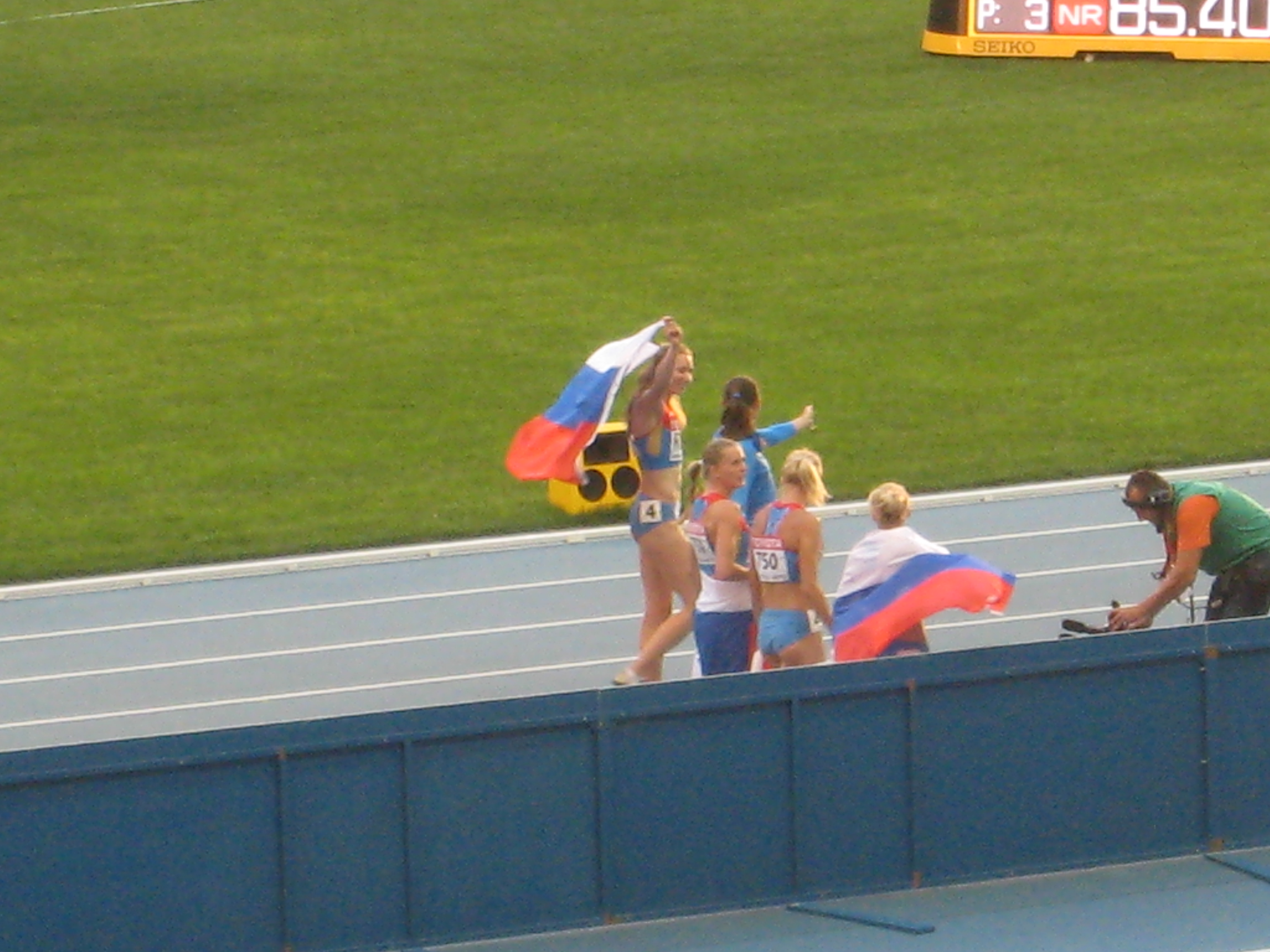
Championnat de l'athlétisme anglais 2013. L'équipe (4 pour 400) et Anna Chicherova proposent un prix

Le 24 mai 2016, Anastasiya Kapachinskaya et Tatyana Firova, coéquipières du relais 4 x 400 m de Gushchina lors des Jeux olympiques de Pékin en 2008, figurent sur la liste des 31 athlètes contrôlés positifs à la suite du reteste des échantillons où elles avaient remporté la médaille d'argent. Par conséquent, si l'échantillon B (qui sera testé en juin) s'avère positif, l'équipe sera disqualifiée et les quatre athlètes seront déchues de leur médaille.
Le même scénario se produit avec Yuliya Chermoshanskaya et Aleksandra Fedoriva, ses coéquipières du relais 4 x 100 m où elles figurent également sur la liste des 31 athlètes contrôlés positifs à la suite du reteste des échantillons où elles avaient remporté le titre olympique. Par conséquent, si l'échantillon B (qui sera testé en juin) s'avère positif, l'équipe sera disqualifiée et les quatre athlètes seront déchues de leur médaille.
Elle est suspendue pour dopage le 25 novembre 2019.

## Palmarès
| Date | Compétition                       | Lieu      | Résultat | Épreuve   | Temps         |
| ---- | --------------------------------- | --------- | -------- | --------- | ------------- |
| 2002 | Championnats du monde juniors     | Kingston  | 3e       | 4 × 100 m | 3 min 34 s 49 |
| 2003 | Championnats d'Europe espoirs     | Bydgoszcz | 1re      | 4 × 400 m | 3 min 29 s 25 |
| 2005 | Championnats du monde             | Helsinki  | 6e       | 200 m     | 22 s 75       |
| 2006 | Championnats d'Europe             | Göteborg  | 5e       | 100 m     | 11 s 31       |
| 2006 | Championnats d'Europe             | Göteborg  | 2e       | 200 m     | 22 s 93       |
| 2006 | Championnats d'Europe             | Göteborg  | 1re      | 4 × 100 m | 42 s 71       |
| 2007 | Championnats du monde             | Osaka     | 5e       | 4 × 100 m | 42 s 97       |
| 2008 | Championnats du monde en salle    | Valence   | 1re      | 4 × 400 m | 3 min 28 s 17 |
| 2008 | Coupe d'Europe                    | Annecy    | 1re      | 4 x 100 m | 42 s 80       |
| 2008 | Coupe d'Europe                    | Annecy    | 1re      | 4 x 400 m | 3 min 23 s 77 |
| 2008 | Jeux olympiques                   | Pékin     | 4e       | 400 m     | 50 s 01       |
| 2008 | Jeux olympiques                   | Pékin     | finale   | 4 × 100 m | DQ            |
| 2008 | Jeux olympiques                   | Pékin     | finale   | 4 × 400 m | DQ            |
| 2009 | Championnats du monde             | Berlin    | 4e       | 4 × 100 m | 43 s 00       |
| 2010 | Championnats d'Europe             | Barcelone | finale   | 4 × 100 m | DQ            |
| 2011 | Championnats d'Europe par équipes | Stockholm | 2e       | 4 × 100 m | 43 s 12       |
| 2011 | Championnats du monde             | Daegu     | —        | 4 × 100 m | DQ            |
| 2012 | Championnats du monde en salle    | Istanbul  | —        | 4 × 400 m | DQ            |
| 2012 | Jeux olympiques                   | Londres   | —        | 4 × 400 m | DQ            |
| 2013 | Championnats du monde             | Moscou    | —        | 4 × 400 m | DQ            |

## Records
| Épreuve | Temps   | Lieu      | Date         |
| ------- | ------- | --------- | ------------ |
| 100 m   | 11 s 13 | Joukovski | 24 juin 2006 |
| 200 m   | 22 s 53 | Helsinki  | 10 août 2005 |
| 400 m   | 50 s 01 | Pékin     | 19 août 2008 |

### Records du monde
- Record du monde en salle du relais 4 × 200 m avec Yekaterina Kondratyeva, Irina Khabarova et Yuliya Pechenkina (1 min 32 s 41 réalisé le 29 janvier 2005 à Glasgow)[6]
- Record du monde en salle du relais 4 × 400 m avec Olga Kotlyarova, Olga Zaytseva et Olesya Krasnomovets (3 min 23 s 37 réalisé le 28 janvier 2006 à Glasgow)[7]